# セイクリッドキャット
『セイクリッドキャット』は、コンテストパークWeb 2007 Winter（2007年12月8日結果発表）において金賞を受賞したRPGツクールXP製のロールプレイングゲーム。ベクターにおいて最新版であるver.1.11（2009年2月1日）が公開されている。2009年2月26日発売の『RPGツクールXP VALUE!』では、サンプルゲームの一つとして本作が収録されている。

## 概要
人間と会話できるネコのミリオンを主人公とした短編RPGとなっている。魔導士エナがミリオンを含む3匹の猫を誤って召喚してしまう場面から物語は始まる。
戦闘はシンボルエンカウント方式によって発生する。「猫アクションRPG」とあるように、戦闘システムはアクションゲーム形式のリアルタイム制バトルとなっている。操作キャラクターにはHPのほかに「バランスゲージ」（BG）が存在し、このゲージはダメージを受けることで減少し、ゼロの状態でダメージを受けるとHPが減少するようになっている。攻撃方法としては通常攻撃のほか、3種の攻撃を組み合わせた「コンボ」や「サブウェポン」による攻撃が可能となっている。「サブウェポン」は二つまで装備でき、使用する際にSPを消費する。また「サモンスキルゲージ」が最大の状態になると、エナを召喚してあらかじめ指定した「サモンスキル」を発動できるようになる。そして「ウェポン」のほかに「スキル」も選択して装備するシステムとなっている。

## 制作背景
作者であるstarは、RPGツクールXPにおけるスクリプト機能の練習としてバトルシステムを制作したところ思いのほか出来が良かったため、そこから前作『猫魂』の続編にあたる作品として制作を始めたと述べており、「とにかく爽快感のあるバトル」を目指したとしている。また途中で大幅にストーリーを変更したため、ほとんどのデータを作り直したことも苦労した点としてあげている。

## 評価
コンテストパークでは、「自由度が高い育成システムを理解するまでは難解に感じるかもしれない」が、「ゲームを始めてすぐにスキルや新しい攻撃パターンが手に入るので、プレイヤーの"キャラをカスタムしたい"という欲求を掻き立てる」と評されている。またゲームパッドの使用が推奨されているゲームでありながら、難易度を調整をすればキーボードでも遊びやすい点が好印象と評されている。そして「戦闘や演出のバランス調整」についても評価されている。ただし「説明する部分と描写する部分を的確にとらえ、チュートリアル的な要素をどこまで入れるべきなのかを検討してみてほしい」ともされている。
窓の杜のコーナー「週末ゲーム」では、「コンボ攻撃とサブウェポンの組み合わせが楽しいアクションRPG」として紹介され、「猫を中心としたキャラクターたちにより展開するストーリーも、コミカルで楽しいものに仕上がっている」と評されており、「短編ながらRPGの楽しさが凝縮された」作品と評価されている。
『ベストフリーゲーム300+α in DVD』（晋遊舎）では、「豊富な攻撃手段と特殊動作など高いアクション性が魅力」と評されており、「使用ボタンこそ多いが戦闘時の操作性は抜群で、ストレスを感じさせることなく戦いに没入させてくれる」としている。そして「人間相手に買い物ができなかったり、また人間では到底入れないようなトコロから侵入ができたりと、人を主人公としたRPGと異なる部分も多く、そのギャップもまた楽しさのひとつ」とされている。
ベクターの「新着ソフトレビュー」では、バトルシステムについて「自由度は高いが、ゲーム中にチュートリアルなどのシステム説明はなく、最初は戸惑ったり、わかりにくいと感じたりするかもしれない」としながらも、「非常にシンプルな操作のため、バトルをこなしてゆくうちに自然とシステムを把握できる」と評されている。そして「序盤からさまざまなスキルを修得でき、武器などのアイテムも豊富に用意されているため、キャラクタをカスタマイズするおもしろさを十分に堪能できる」と評価されている。